# Гравитационная плотина

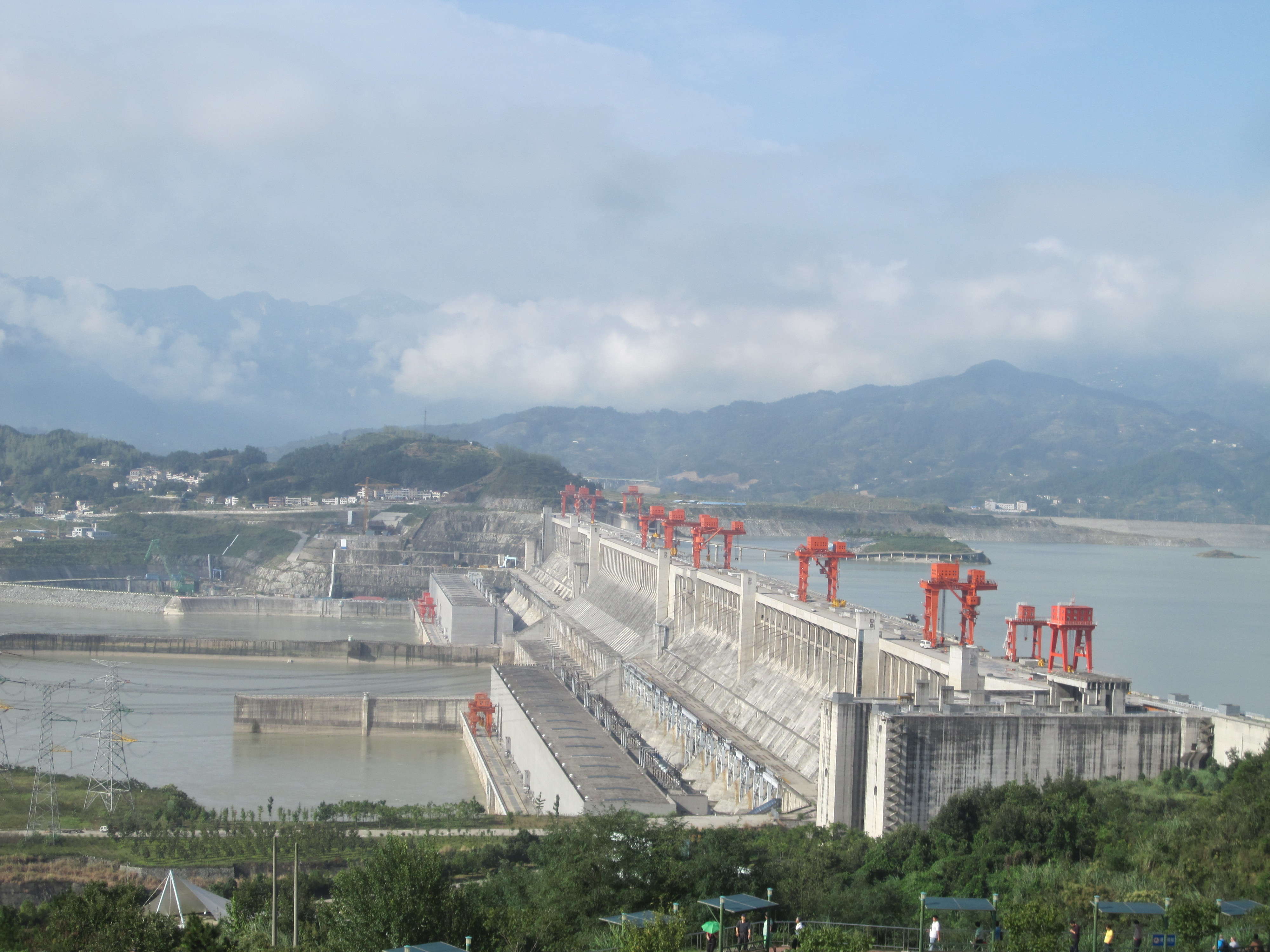
«Три ущелья» в Китае — крупнейшая в мире гравитационная плотина и крупнейшая в мире ГЭС

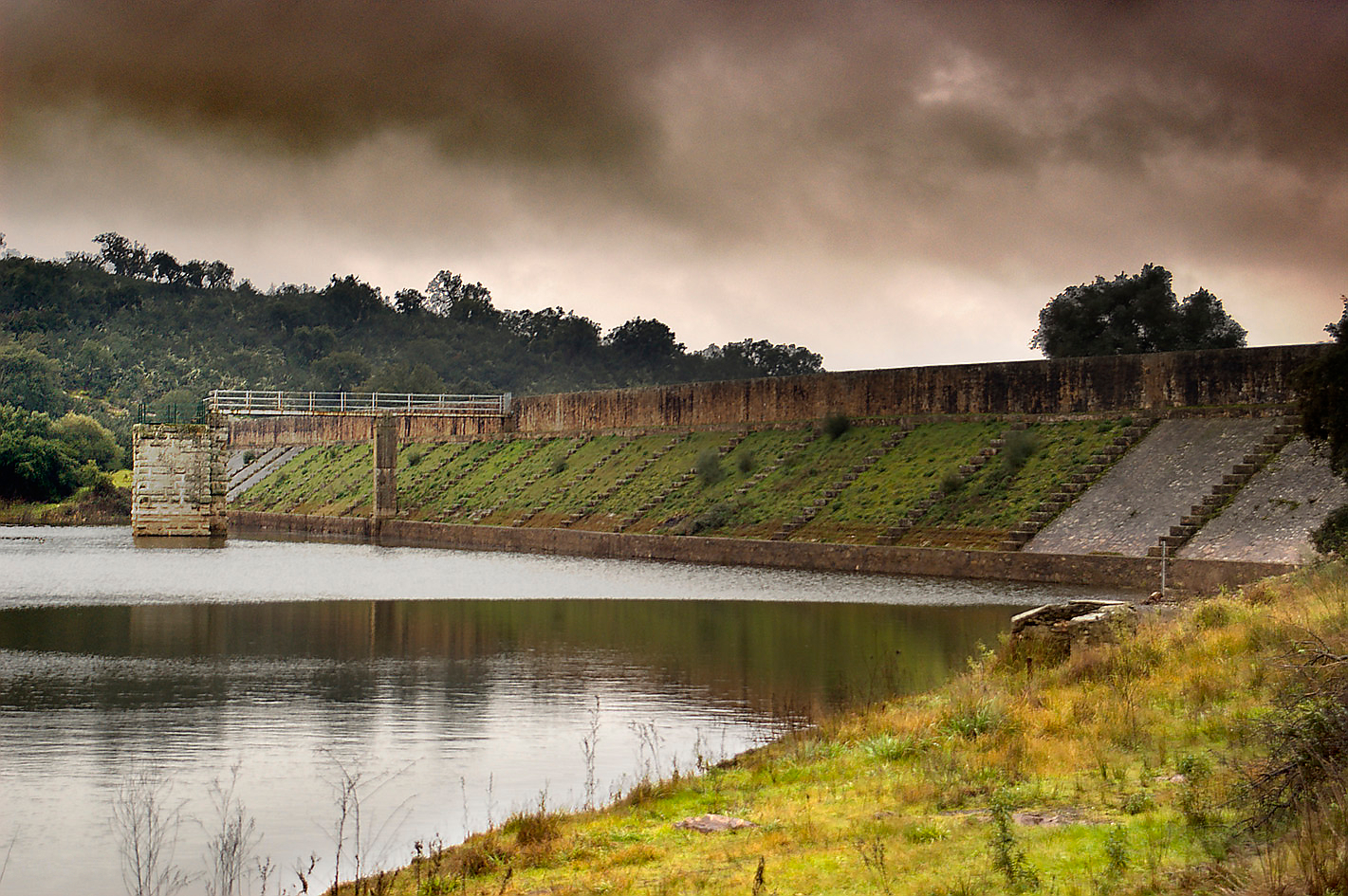
Действующая гравитационная плотина Корналво в Испании, построена римлянами в I—II веке н. э.

Гравитационная плотина — разновидность выполненных из бетона или каменной кладки плотин, для обеспечения устойчивости которых используется только пропорциональная собственному весу плотины сила трения по основанию. Таким образом, в отличие от арочно-гравитационных и арочных плотин, конструкция и структурная целостность которых базируется на использовании арочной геометрии сооружения, и в отличие от контрфорсных плотин, конструкция которых предполагает передачу давления воды в верхнем бьефе через контрфорсы на основание плотины, поперечный профиль классической гравитационной плотины близок к прямоугольному треугольнику или к прямоугольной трапеции, с прямым углом, обращенным в сторону верхнего бьефа.
Возведение гравитационных плотин возможно как на скальных грунтах (например, Красноярская ГЭС), так и на нескальных грунтах (водосливные части Волжско-Камского каскада ГЭС). Основной параметр этого типа плотин — отношение толщины плотины по основанию к её высоте — зависит от подстилающих пород грунта и изменяется от 0,6 для скального основания до 1,2 для глиняного.
Благодаря простоте и надежности конструкции, гравитационные плотины являются одним из наиболее распространенных видов плотин, но, из-за необходимости использования большого количества материалов на их возведение, превосходят другие виды по своей стоимости. Наличие у них значительного запаса прочности позволяет облегчать конструкцию путём устройства широких пустот — в некоторых случаях заполненных балластным заполнителем — что позволяет уменьшить стоимость (наиболее известные примеры: Братская ГЭС, Итайпу). В ряде случаев верхняя часть плотин этого типа выполняется в виде вертикальной стенки, устойчивость которой обеспечена массой трапециевидного основания.
По состоянию на 2014 год, самой высокой плотиной этого типа является каменно-земляная плотина Нурекской ГЭС (300 м), а самой высокой гравитационной бетонной плотиной — Гранд-Диксенс (285 м), находящаяся в составе гидроэнергетического комплекса Клезон-Диксенс в Швейцарии.